# Der Richter von Zalamea
Der Richter von Zalamea er en tysk stumfilm fra 1920 af Ludwig Berger.

## Medvirkende
- Lil Dagover som Isabel
- Albert Steinrück som Pedro Crespo
- Agnes Straub som Chispa
- Elisabeth Horn som Ines
- Lothar Müthel som Juan
- Heinrich Witte som Don Alvaro
- Max Schreck som Don Mendo
- Ernst Legal
- Ernst Rotmund som Rebolledo
- Hermann Vallentin
- Armin Schweizer
- Helmuth Krüger